# Brooks Wackerman
Brooks Wackerman (ur. 15 lutego 1977) – amerykański perkusista. Były członek zespołów Bad4Good, Suicidal Tendencies, Bad Religion i Fear and the Nervous System.  
Od 2015 roku perkusista heavymetalowego zespołu Avenged Sevenfold. Wackerman występuje ponadto w grupach Mass Mental i Tenacious D.
Jego starszy brat Chad Wackerman również jest perkusistą.
Muzyk jest endorserem instrumentów firm Zildjian i DW Drums.